# Huwas
Huwas (nep. हुवास) – gaun wikas samiti w zachodniej części Nepalu w strefie Dhawalagiri w dystrykcie Parbat. Według nepalskiego spisu powszechnego z 2001 roku liczył on 970 gospodarstw domowych i 5022 mieszkańców (2739 kobiet i 2283 mężczyzn).